# Rio do Peixe (vattendrag i Brasilien, Minas Gerais, lat -19,75, long -43,03)
Rio do Peixe är ett vattendrag i Brasilien.   Det ligger i delstaten Minas Gerais, i den sydöstra delen av landet, 700 km sydost om huvudstaden Brasília.
Omgivningen kring Rio do Peixe är huvudsakligen savann. Området är ganska glesbefolkat, med 35 invånare per kvadratkilometer.